# Stazione di Bosco (Rovito)
La stazione di Bosco è una fermata ferroviaria posta sul tronco comune alle linee Cosenza-Catanzaro Lido e Cosenza-San Giovanni in Fiore. Sita nel territorio comunale di Casali del Manco, serve tuttavia il centro abitato di Bosco, frazione di Rovito.

## Strutture e impianti
La fermata conta un unico binario servito da un marciapiede.

## Movimento
La fermata è servita dai treni delle Ferrovie della Calabria in servizio sulla relazione Cosenza-Marzi.